# خدمات فایلی گسترده
محصولات سرویس‌های فایلی گسترده (WAFS) به کاربران یک شرکت اجازه پذیرفتن و به اشتراک گذاشتن فایل‌ها را به صورت جهانی با میزان سرعت‌های شبکه‌های LAN بر رور WAN را می‌دهد. شرکت‌های گسترده که راه حل‌های WAFS را سازمان‌دهی می‌کنند قادر به پیوند دادن ذخیره‌ها به داده‌های مرکزی یکی شده و حذف کردن احتیاجات نسخه پشتیبان و کنترل کردن داده‌هایی که قبلاً در شرکت‌هایشان قرار داده شده‌اند می‌باشند. سیستم‌های Cisco, (Blue coat) سازنده‌های وسایل WAFS می‌باشند. WAFS از تکنیک‌های مانند پروتکل CIFS و پروتکل MDPI و داده‌های فشرده و بعضی اوقات از ذخیره کردن الگوهای داده‌ای دور زننده در نهانگاه محلی استفاده می‌کند. WAFS یک زیرمجموعه از WAN می‌باشد که همچنین اینترنت SSL و دستورالعمل‌های ASP و ترافیک چندگانه را به خوبی پنهان می‌کند. این ترم توسط Brand Oneill و گروه Taneja در ماه MAY و در سال 2004 برای مجله Infostor درست و طراحی شده‌بود.
منبع: صفحه قبلی شبکه گسترده در بخش فارسی ویکی‌پدیا